# Квачков, Владимир Васильевич
Влади́мир Васи́льевич Квачко́в (род. 5 августа 1948, посёлок Краскино, Хасанский район, Приморский край) — советский, затем узбекистанский и российский военный и общественный деятель. Полковник Главного разведывательного управления Генерального штаба ВС России в отставке. Кандидат военных наук.
В 2005 году был арестован по обвинению в покушении на главу РАО ЕЭС России Анатолия Чубайса. После трёхлетнего заключения 5 июня 2008 года оправдан судом присяжных. 22 декабря 2010 года Верховный Суд России оставил в силе оправдательный приговор. Квачков назвал преследование со стороны властей репрессиями.
Через день, 23 декабря 2010 года, Квачков был вновь арестован, на этот раз по обвинению в организации вооружённого мятежа в России и терроризме. 8 февраля 2013 года Московский городской суд признал Квачкова виновным в предъявленных ему обвинениях и приговорил его к 13 годам колонии строгого режима, при этом воинского звания Квачкова не лишали. 18 июля 2013 года Верховный Суд РФ снизил срок с 13 до 8 лет. 18 августа 2017 года Приволжский окружной военный суд в Самаре приговорил Квачкова к 1,5 годам лишения свободы. 28 декабря 2017 года Верховный суд утвердил приговор и оставил в силе второй приговор.
7 февраля 2019 года Зубово-Полянский суд Мордовии постановил освободить Квачкова от наказания за экстремизм. Поскольку первая часть статьи 282 (экстремизм) перестала быть уголовным преступлением, суд постановил освободить Квачкова от отбывания наказания. Срок за попытку организации мятежа уже истёк. 19 февраля 2019 года Квачков вышел на свободу.

## Биография
Родился 5 августа 1948 года в посёлке Краскино Приморского края.
Детские годы прошли в Уссурийске, куда был переведён отец для прохождения службы.

### Военная карьера

#### В советский период

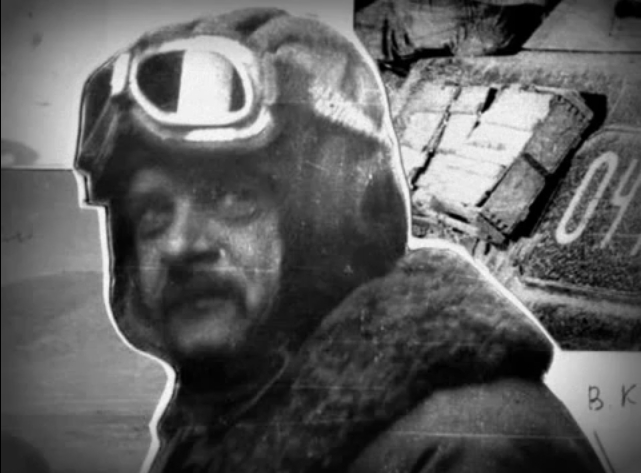
Квачков в танковом шлемофоне

В 1959 году поступил в Дальневосточное суворовское училище (окончил с золотой медалью). После выпуска в 1966 году поступил в Киевское высшее общевойсковое командное училище (разведывательный факультет, окончил с золотой медалью). По собственным словам, первое его образование — филологическое.
С 1970 года служил в Пскове во 2-й бригаде специального назначения ГРУ. В 1978—1981 годах — слушатель Военной академии им. М. В. Фрунзе (окончил с отличием). С 1981 года — в разведывательном управлении Ленинградского военного округа. Проходил службу в Группе советских войск в Германии (ГСВГ) и Забайкальском военном округе. Участвовал в военных конфликтах в Афганистане (1983), Азербайджане (1990), Таджикистане (1992). В 1986—1989 годах занимал должность начальника штаба бригады в ГСВГ, с 1989 года — командовал 15-й отдельной бригадой специального назначения ГРУ в Туркестанском военном округе.

#### В постсоветский период
1 июля 1992 года 15-я отдельная бригада специального назначения, которой командовал Квачков, была передана в состав Вооружённых сил Узбекистана.

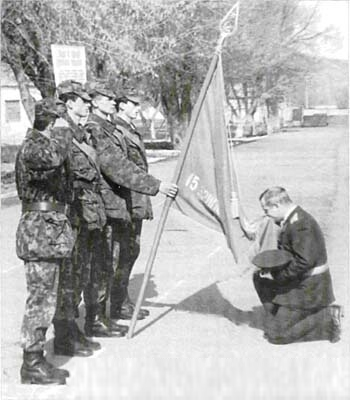
В. В. Квачков прощается с Боевым Знаменем 15-й отдельной бригады специального назначения. Узбекистан. 1994 год.

Самой известной из разработанных при участии Квачкова как командира 15-й обрспн следует считать операцию с «Гармским десантом».
По свидетельству военного журналиста газеты «Комсомольская правда» В. Н. Баранца, Квачков в марте 1992 года обеспечивал вывоз из Казахстана в Россию тактического ядерного оружия. Но на указанный период, согласно воспоминаниям ветеранов 15-й обрспн, Квачков находился в возглавляемом им соединении в Республике Узбекистан, которым он командовал с 1989 по 1994 год. Указанное соединение не участвовало ни в каком вывозе тактического ядерного оружия с территории Республики Казахстан, чему не было ни документальных подтверждений, ни подтверждений от ветеранов соединения (15-й отдельной бригады специального назначения). При этом само существование бригады было под вопросом, и в соединении царила взрывоопасная атмосфера:

…15-я отдельная Боевого ордена Красного Знамени НРА бригада специального назначения России, как правопреемнице Советского Союза, оказалась не нужна. Важные чины Генерального Штаба, посетившие бригаду весной 1992 года, прямо так и заявили. Страсти кипели нешуточные. Рассматривался даже вариант бунта с совершением бригадой марша на технике в Россию, в ту самую «правопреемницу СССР». Надо отдать должное командиру бригады полковнику Владимиру Квачкову, сумевшему урезонить своих пылких подчинённых…— 15 бригада СПЕЦНАЗ: Люди и судьбы
В 1992 году был консультантом и снялся в эпизодической роли в фильме «Чёрная акула».
С 1994 года служил в Главном разведывательном управлении. С 1999 года — научный сотрудник Центра военно-стратегических исследований Генерального штаба. Участвовал в рабочей группе министерств обороны Белоруссии и России по унификации законодательства в области обороны. Кандидат военных наук.

### Обвинение в покушении на Чубайса
С марта 2005 года пребывал в следственном изоляторе «Матросская тишина» в связи с обвинением в покушении на Анатолия Чубайса 17 марта 2005 года. Квачков утверждал, что не испытывал ненависти к Чубайсу и что роль Чубайса в отрицательных последствиях реформ 1990-х годов сильно преувеличивается. Среди сокамерников Квачкова в разное время были Михаил Ходорковский и Яир Кляйн.

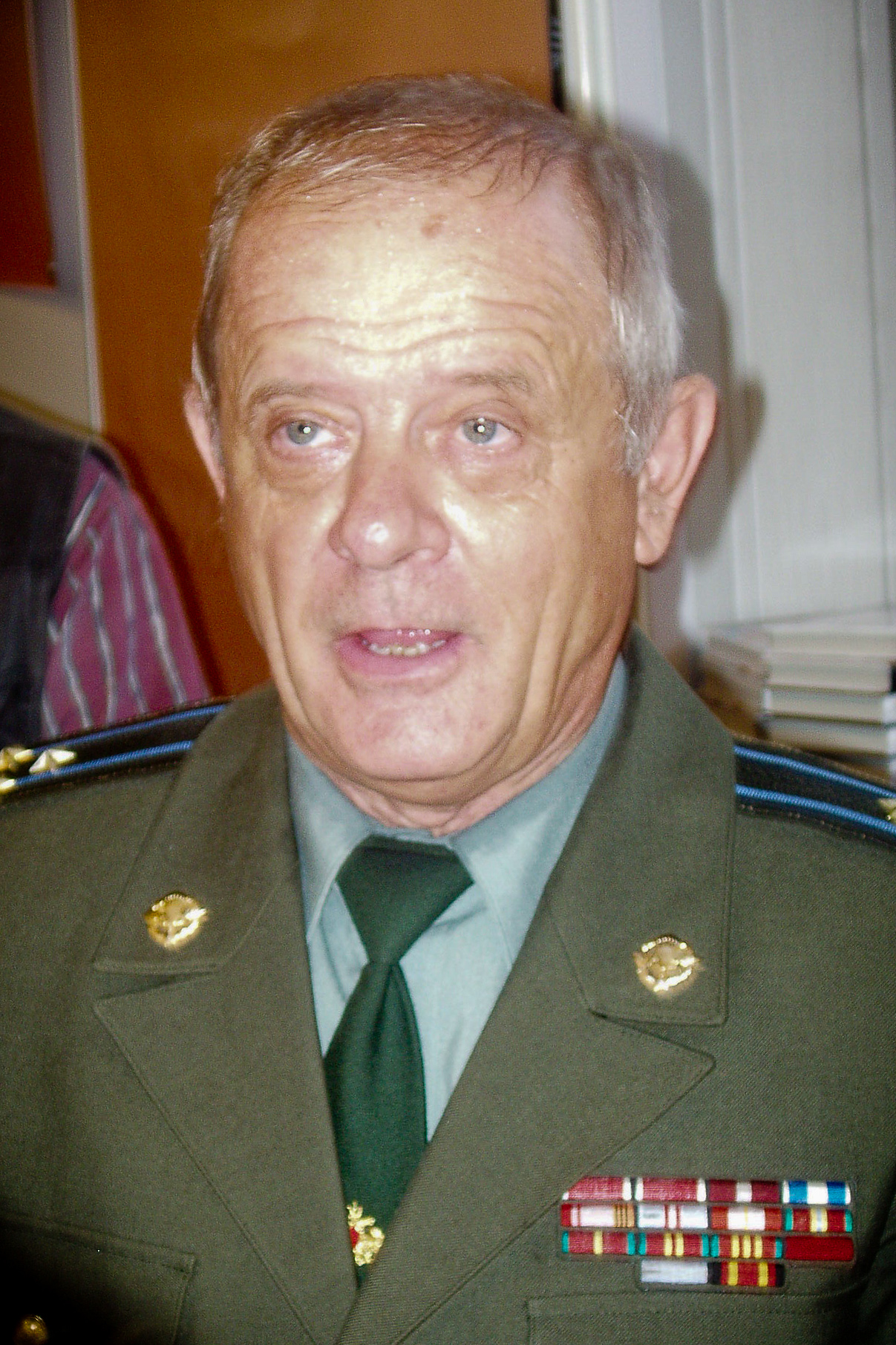
Владимир Квачков 2008 год

5 июня 2008 года коллегия присяжных заседателей Московского областного суда вынесла оправдательный приговор. Присяжные посчитали, что вина подсудимых не доказана. Все подсудимые — Владимир Квачков и военнослужащие ВДВ в отставке Александр Найдёнов и Роберт Яшин — были оправданы. 6 июня 2008 года Московский городской суд продлил срок ареста Ивана Миронова, уголовное дело в отношении которого было выделено в отдельное производство, ещё на 3 месяца, а 27 августа — продлил срок до 11 ноября.
6 июня 2008 года Квачков дал интервью радио «Эхо Москвы», в котором назвал Чубайса «национальным изменником и предателем». Он также заявил, что Россия «оккупирована еврейской мафией, которая является матрицей для остальных преступных группировок». Общественная палата России направила запрос генеральному прокурору с просьбой проверить высказывания Квачкова, усмотрев в них признаки экстремизма.
26 августа 2008 года Верховный Суд РФ отменил оправдательный приговор по делу о покушении на Чубайса. Таким образом, суд удовлетворил ходатайство Генеральной прокуратуры РФ и направил дело на новое рассмотрение.
13 октября 2008 года в Московском областном суде состоялись очередные слушания по делу Квачкова, Яшина, Найдёнова и по делу Ивана Миронова. В ходе слушаний было принято решение объединить эти дела в одно.
21 августа 2010 года коллегией присяжных Московского областного суда признан невиновным в организации покушения на А. Чубайса в марте 2005 года.
22 декабря 2010 года Верховный Суд России оставил без изменений оправдательный приговор Квачкову по делу о покушении на Чубайса. Таким образом, приговор Московского областного суда вступил в законную силу. Ранее сторона обвинения добивалась направления дела на новое рассмотрение, называя основанием для отмены то, что во время слушаний были допущены процессуальные нарушения. Верховный Суд России отказался удовлетворить кассационное представление прокуратуры и оставил в силе приговор Мособлсуда, согласно которому Квачков, бывшие десантники Роберт Яшин и Александр Найдёнов, а также сын бывшего министра печати Иван Миронов были признаны невиновными в покушении на Чубайса.
24 августа 2012 года Тверской суд Москвы взыскал с Министерства финансов Российской Федерации 450 тысяч рублей в пользу Квачкова, который требовал с ведомства компенсации в размере 50 млн руб. морального вреда за уголовное преследование по делу о покушении на Чубайса. Эта сумма значительно меньше той, которую запрашивали адвокаты Квачкова. Они исходили из того, что каждый час уголовного преследования стоит 1 тыс. рублей. От Минфина требовали 50 млн рублей, но суд посчитал, что каждый день в российской тюрьме не столь разорителен для казны.

### Политические взгляды и деятельность

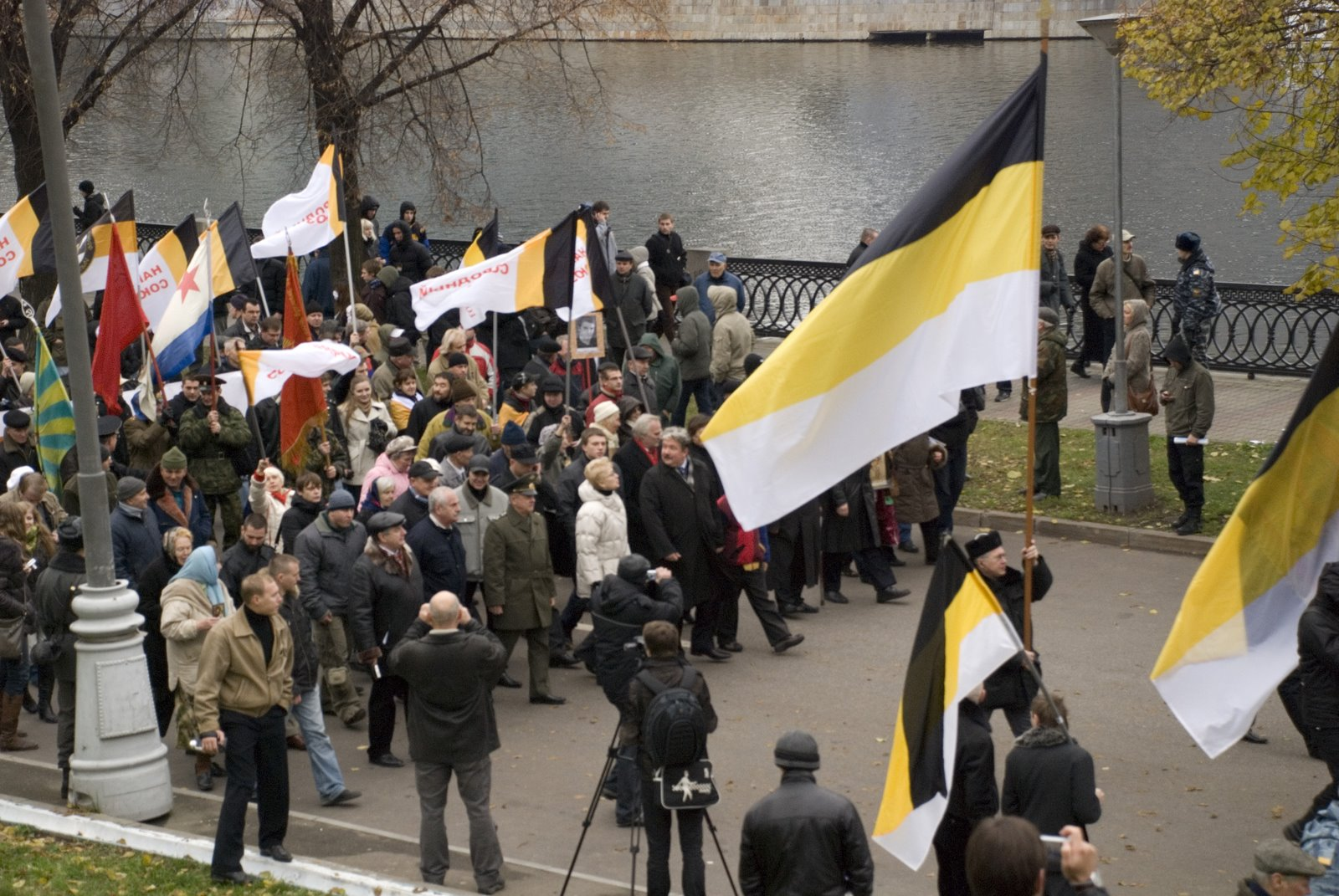
Владимир Квачков в первом ряду в военной форме, второй слева от него — Сергей Бабурин, второй справа от Квачкова Виктор Алкснис на шествии русских националистов «Русский марш»

Как общественный деятель Владимир Квачков относит себя к националистам: «Да, я русский, христианский националист. Я сторонник русского православного государства».
В 2005 году баллотировался на довыборах в депутаты Государственной думы по Преображенскому избирательному округу № 199 Москвы в порядке самовыдвижения, но проиграл выборы офицеру запаса отряда «Вымпел» и выдвиженцу от «Единой России» Сергею Шаврину.
Пытался выдвинуть свою кандидатуру в порядке самовыдвижения на выборах 11 октября 2009 года в Московскую городскую думу по избирательному округу № 6 ВАО города Москвы, но получил отказ в регистрации.
В период с 2005 по 2010 год Квачков неоднократно выступал с политическими заявлениями — в СМИ, на митингах и пикетах, в кругу единомышленников. Вместе с Ю. Екишевым и М. Калашниковым создал общественное движение «Пара Беллум». В феврале 2009 года создал незарегистрированную организацию «Народное ополчение имени Минина и Пожарского». 18 февраля 2015 года Московский городской суд признал незарегистрированное движение «Народное ополчение имени Минина и Пожарского» (НОМП) террористической организацией и запретил его деятельность на территории России.
19 мая 2022 года избран председателем Общероссийского офицерского собрания вместо подавшего в отставку Леонида Ивашова.

### Второе уголовное дело
На следующий день после утверждения Верховным Судом Российской Федерации оправдательного приговора по делу о покушении на Чубайса, 23 декабря 2010 года Квачков был задержан сотрудниками ФСБ в своей квартире и был доставлен в Лефортовский суд города Москвы по обвинению в организации мятежа и терроризме. Лефортовский районный суд арестовал Квачкова.
Сам Квачков назвал дело сфальсифицированным и заявил, что следствие обвиняет его в подготовке переворота с помощью людей, вооружённых арбалетами. Квачков сказал: «Я уверен, что это дело рук Чубайса». Адвокаты полковника оспаривали законность ареста и заявляли о процессуальных нарушениях.

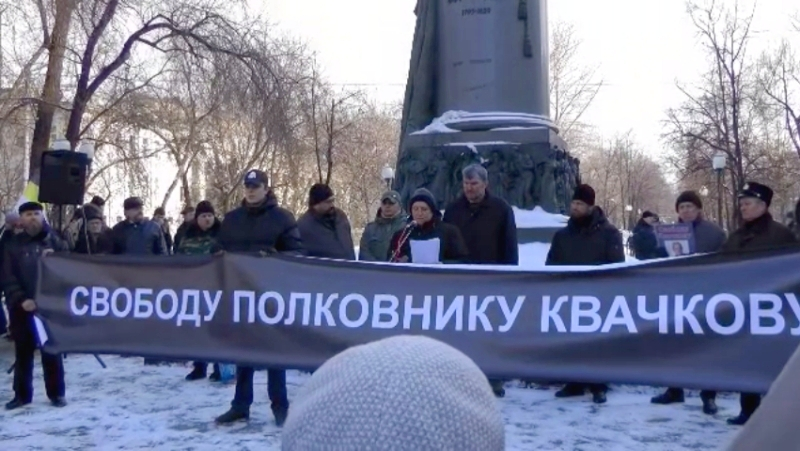
Митинг 12 марта 2011 года в Москве в защиту Квачкова

По версии ФСБ, Квачков с соратниками планировал захватить оружие в нескольких воинских частях, после чего устроить поход на Москву, целью которого был захват власти.
Со слов самого Квачкова, его обвинение основано на показаниях лидера тольяттинского отделения «Народного ополчения имени Минина и Пожарского» Петра Галкина, который был задержан ФСБ летом 2010 года, но затем освобождён из-под стражи и якобы согласился сотрудничать со следствием. Галкин рассказал, что по заданию Квачкова в Тольятти, Самаре, Владимире и других городах из патриотически настроенных молодых людей и попавших под сокращение в результате реформы вооружённых сил армейских офицеров создавались боевые отряды ополченцев, которые по сигналу из штаба «Народного ополчения», возглавляемого Квачковым, должны были захватить и разоружить расположенные в этих регионах воинские части, а затем отправиться в вооружённый поход на Москву, «присоединяя к себе всё новые и новые отряды восставших». Причём, как сообщил Пётр Галкин, военных предполагалось разоружить мирным путём, агитируя их перейти на свою сторону. Для этого, по данным ФСБ, весной-летом 2010 года находившийся под подпиской о невыезде Квачков (тогда он был подсудимым по делу о покушении на Чубайса) посетил Кострому, Ярославль, Нижний Новгород, Самару, Тулу и Рязань, где, встречаясь с военными, вёл среди них антиправительственную пропаганду. Начать же мятеж, по версии следствия, сторонники Квачкова планировали с Владимира, где действовал отряд Галкина.
Квачков же утверждал, что Галкин с соратниками просто съездили в лес поупражняться в стрельбе из арбалета, который был приобретён ими на вполне законных основаниях, но их задержали. Потом, по словам Квачкова, Галкин посетил съезд «Народного ополчения» в Сызрани, на котором тайно сделал аудиозаписи, которые и получила ФСБ.
В конце июля 2011 года ФСБ сообщила о том, что в Екатеринбурге задержаны члены местной ячейки «Народного ополчения имени Минина и Пожарского», лидером которого считается Квачков. Задержанным предъявили обвинения в организации террористической группы и подготовке мятежа. Как утверждают следователи, утром 2 августа 2011 года (в день ВДВ) несколько вооружённых боевых отрядов с костяком из бывших спецназовцев должны были прорваться в здания екатеринбургского ГУВД, ФСБ, МЧС и уничтожить их руководителей. Этим же отрядам поручался захват складов с оружием. Отряды диверсантов должны были взорвать электроподстанции Екатеринбурга, чтобы обесточить город и посеять панику среди населения. Далее мятежники якобы планировали мобилизовать и вооружить всё мужское население Екатеринбурга и такими силами держать оборону до получения помощи из соседних регионов. Лидером боевой ячейки называют предпринимателя Александра Ермакова, который, по утверждению следствия, не только разрабатывал план мятежа под условным названием «Рассвет», но и вербовал сторонников среди отставных военных и силовиков, недовольных реформами в стране. Ещё четверо — 64-летний полковник-«афганец» Леонид Хабаров, бывший оперуполномоченный угрозыска Владислав Ладейщиков, предприниматель Сергей Катников, доктор наук, изобретатель Виктор Кралин были 19 июля задержаны в офисе Ермакова. Все они были страйкболистами.
8 февраля 2013 года Московский городской суд приговорил Квачкова к 13 годам колонии строгого режима за подготовку вооружённого мятежа. Второго подсудимого, Александра Киселёва, приговорили к 11 годам строгого режима. В приговоре говорится, что установлен факт того, что в 2009 году Квачков предлагал своим сторонникам в различных городах принять участие в вооружённом мятеже, который должен был начаться 24 июня 2010 года. Его доверенный Манрик подбирал людей, и они проходили военную подготовку на полигоне в Мякинине. В 2010 году Киселёв в Санкт-Петербурге подобрал группу из десяти человек и приобрёл оружие. Квачков со сторонниками собирались начать мятеж в Коврове. Планировалось небольшими отрядами захватить здания МВД, ФСБ, МЧС Коврова, а также оружие и боеприпасы. Успех вооружённого мятежа в Коврове должен был, по их планам, спровоцировать аналогичные события в других регионах. Одним из основных доказательств в деле стала негласная аудиозапись беседы нескольких сторонников Квачкова, когда они разрабатывали план вылазки в Ковров, разведки, распределения средств и рабочей силы.
18 июля 2013 года Верховный Суд РФ снизил наказание Квачкову с 13 до 8 лет.
В марте 2016 года Владимир Квачков был обвинён в совершении преступления, предусмотренного статьёй 205.2 УК РФ — публичные призывы к осуществлению террористической деятельности или публичное оправдание терроризма. 18 августа 2017 года Приволжский окружной военный суд в Самаре приговорил Квачкова к 1,5 годам лишения свободы. Квачков обвинялся в преступлении по части 1 статьи 205.2 УК России (публичные призывы к осуществлению террористической деятельности), но суд переквалифицировал статью обвинения на часть 1 статьи 282 УК РФ (действия, направленные на возбуждение ненависти и вражды).
19 февраля 2019 года по решению суда вышел на свободу со словами «Полковник Квачков к походу и бою готов!». Заявил о том, что взгляды существенных изменений не претерпели, однако усилился религиозный компонент, также заявил о том, что будет продолжать политическую деятельность.

### Дискредитация армии (2023)
В 2023 году Квачков стал членом Клуба рассерженных патриотов — организации Игоря Стрелкова, которая выступает в поддержку вторжения России в Украину и критикует российские власти за неумелое ведение боевых действий.
18 июля 2023 года стало известно, что на Квачкова составили административный протокол о «дискредитации российской армии» из-за трёх постов в социальной сети «Одноклассники», сам он заявлял об отсутствии регистрации в каких-либо социальных сетях и непричастности к разместившей эти посты группе. 15 августа Тверской районный суд Москвы приговорил Квачкова к штрафу в 40 000 рублей. 6 сентября 2023 года Дорогомиловский районный суд Москвы удовлетворил административный иск отдела полиции Москвы об установлении надзора и обязал Квачкова до срока погашения судимости (19 февраля 2029 года) раз в месяц отмечаться в отделении полиции; суд также запретил ему посещать места массовых мероприятий и участвовать в них Решение об установлении надзора было отменено 6 декабря Московским городским судом. 26 декабря тот же Дорогомиловский районный суд назначил Квачкову штраф в размере 50 тысяч рублей по второму административному делу.

## Семья
- Мать — Татьяна Фёдоровна Квачкова (1929—2016), жила в посёлке городского типа Нахабино Красногорского района Московской области[53].
- Жена — Надежда Михайловна Квачкова. В 2019 г. выдвинулась кандидатом в Московскую городскую думу[54].
  - Старший сын — Александр, родился 24 июня 1975 года в Потсдаме (ГДР), с марта 2005 года находился в федеральном розыске[55].
  - Младший сын — Кирилл, в 2005 году окончил школу и поступил в институт.
  - Старшая дочь — Анна, кандидат медицинских наук, замужем, у неё есть сын Иван и дочь Мария.
  - Младшая дочь — Елена, инвалид первой группы (ДЦП), учится в Московском государственном гуманитарно-экономическом институте на факультете социологии и психологии[53].

## Награды
Награждён орденом Красной Звезды и двумя орденами Мужества, 8 медалями.

## Публикации
- Квачков В. В., Баленко С. В. 50 лет соединениям и частям спецназначения ВС РФ. — [Сост.: Баленко С. В. и др.] — М., 2000. — 169 с.
- Квачков В. В. Опасен верностью России. — М.: Алгоритм, 2006. — 64 с. — ISBN 5-9265-0231-4
- Квачков В. В. Спецназ России. — М.: Русская панорама, 2006. — 206 с. — (Страницы Российской истории). — 3000 экз. — ISBN 978-5-93165-186-6..
- Квачков В. В. О военной доктрине и Русской Армии. — М.: Народный протест, 2007. — 112 с. — 10 000 экз. — ISBN 5-9265-0231-4
- Квачков В. В. Главная специальная операция впереди. — Челябинск: Танкоград, 2010. — ISBN 978-5-85070-161-0 (ошибоч.). Включена в Федеральный список экстремистских материалов под номером 1915[57].
- Квачков В. В. Кто правит Россией? — М.: Алгоритм, 2013. — 336 с. — (Тайная сила). — 2000 экз. — ISBN 978-5-4438-0342-5 Включена в Федеральный список экстремистских материалов под номером 2902[57].
- Квачков В. В. Страна русских. Кому править Россией? — М.: Алгоритм, 2013. — 288 с. — (Тайная сила). — 3000 экз. — ISBN 978-5-4438-0607-5
- Квачков В. В. «… Фронт партизанской борьбы значительно расширился и перешёл под контроль армии». // Военно-исторический журнал. — 2004. — № 1. — С. 14-20.